# Svetlana Buraga
Svetlana Buraga (Bielorrusia, 4 de septiembre de 1965) fue una atleta bielorrusa, especializada en la prueba de heptalón en la que llegó a ser medallista de bronce mundial en 1993.

## Carrera deportiva
En el Mundial de Stuttgart 1993 ganó la medalla de bronce en la competición de heptalón, con 6635 puntos, tras la estadounidense Jackie Joyner-Kersee y la alemana Sabine Braun.